# Itaguatins
Itaguatins est une municipalité brésilienne située dans l'État du Tocantins.